# Lima (Gattung)
Lima ist eine Muschel-Gattung aus der Familie Feilenmuscheln (Limidae). Die ältesten Vertreter der Gattung sind aus der Trias bekannt.

## Merkmale
Die gleichklappigen, nur mäßig aufgeblähten Gehäuse sind mittelgroß bis groß. Sie sind im Umriss annähernd dreieckig und zum vorderen Ventralrand hin (schief) verlängert, also mehr oder weniger deutlich ungleichseitig. Sie sind deutlich höher als lang. Die zwei „Ohren“  (Fortsätze) beiderseits des Wirbels sind gut ausgebildet. Das vordere Ohr ist geringfügig kleiner als das hintere „Ohr“. Die Wirbel stehen weit auseinander, in beiden Klappen ist deshalb gewöhnlich ein dreieckiges Dorsalfeld vorhanden. Das Ligament liegt innen in einer flachen, dreieckigen Grube. Die Gehäuse können am vorderen Ende, und z. T. auch am hinteren Ende leicht klaffen. Ein Byssusschlitz nahe dem vorderen Dorsalrand kann vorhanden sein. Der Schlossrand ist kurz und ohne Zähnchen oder mit wenigen, schwachen, gleichförmigen Zähnchen (taxodont) im hinteren Teil der Schlossplatte.
Die Oberfläche des Gehäuses weist mehr oder weniger kräftige, mit Schuppen oder kurzen Stacheln besetzte radiale Rippen auf. Die vergleichsweise dicke Schale besteht aus einer inneren und mittleren aragonitischen Lage und einer äußeren kalzitischen Lage sowie dem organischen Periostracum. Die Oberfläche ist meist nicht farbig.
Es ist nur ein Schließmuskel vorhanden, dessen Ansatzstelle an die Schale eher undeutlich ausgebildet ist. Die meisten Arten haben orangerote bis rote Manteltentakeln, die nicht vollständig in das Gehäuse zurückgezogen werden können. Einige Arten besitzen auch Mantelaugen.

## Geographische Verbreitung und Lebensraum
Die Gattung Lima ist weltweit verbreitet. Die Arten kommen vom Flachwasser bis in die Tiefsee vor.
Sie leben angeheftet mit Byssusfäden an Hartsubstraten oder bauen sich Byssusnester. Juvenile Exemplar leben zu mehreren in einem Byssusnest, adulte Exemplar bewohnen das Byssusnest alleine. Die Arten der Gattung Lima filtern ihre Nahrung (Detritus, Bakterien, Phytoplankton, Naupliuslarven oder Rädertierchen) aus dem Wasserstrom wie viele andere Muschelgattungen.

## Haltung in Aquarien
Einige der Lima-Arten sind im Handel für die Haltung in Seewasseraquarien erhältlich.

## Taxonomie
Die Gattung Lima wurde von Jean-Guillaume Bruguière 1797 aufgestellt. Typusart ist Lima alba Cuvier, 1797. Lima ist die Typusgattung der Unterfamilie Liminae bzw. der Familie Limidae Rafinesque, 1815. Das World Register of Marine Species weist der Gattung folgende Arten zu:
- - †Lima becki C. A. Fleming, 1955
  - Lima benthonimbifer Iredale, 1925
  - Lima bullifera Deshayes in Maillard, 1863
  - Lima caribaea d’Orbigny, 1853
  - †Lima colorata Hutton, 1873
  - Lima disalvoi Raines, 2002
  - Lima fujitai Oyama, 1943
  - Lima lima (Linnaeus, 1758)
  - Lima marioni Fischer, 1882
  - Lima messura (Kilburn, 1998)
  - Lima nakayasui Habe, 1987
  - Lima nasca (Bernard, 1988)
  - Lima nimbifer Iredale, 1924
  - Lima ogasawaraensis Habe, 1993
  - †Lima paleata Hutton, 1873
  - Lima paucicostata G. B. Sowerby II, 1843
  - Lima perfecta E. A. Smith, 1904
  - Lima quantoensis Yokoyama, 1920
  - †Lima robini C. A. Fleming, 1950
  - Lima sagamiensis Masahito, Kuroda & Habe in Kuroda, 1971
  - Lima spectata (Iredale, 1929)
  - Lima tahitensis E. A. Smith, 1885
  - Lima tetrica Gould, 1851
  - Lima tomlini Prashad, 1932
  - Lima tropicalis (Iredale, 1939)
  - †Lima vasis Marwick, 1928
  - Lima vulgaris (Link, 1807)
  - Lima vulgatula Yokoyama, 1922
  - †Lima waipipiensis P. Marshall & R. Murdoch, 1919
  - †Lima watersi Marwick, 1926
  - Lima zealandica G. B. Sowerby III, 1877
  - Lima zushiensis Yokoyama, 1920

Die Liste ist sicher noch durch weitere fossile Arten zu ergänzen.
Die MolluscaBase führt folgende Synonyme auf: Mantellum Röding, 1798, Meotolima Oyama, 1943 und Promantellum Iredale, 1939.

## Belege